# Грін-парк (станція метро)

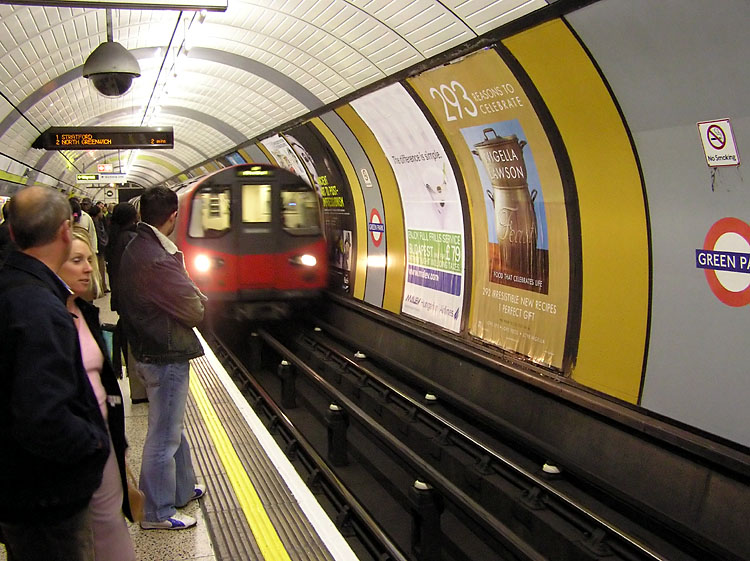
Станція Грін-парк, платформа Джубилі

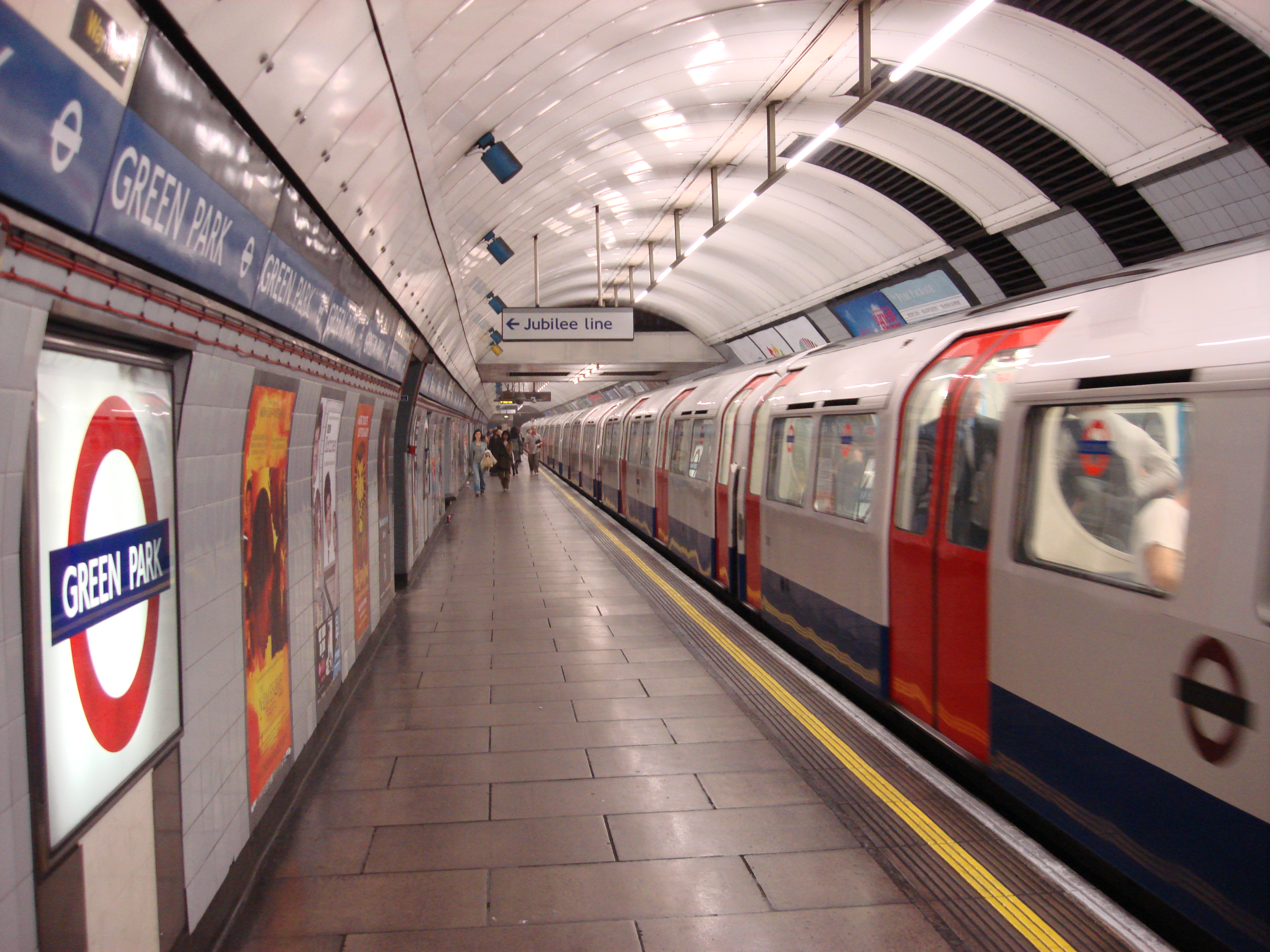
Станція Грін-парк, платформа Вікторія

51°30′25″ пн. ш. 0°08′35″ зх. д. / 51.506938888889° пн. ш. 0.14299444444444° зх. д.
Грін-парк (англ. Green Park) — станція Лондонського метрополітену на півночі Грін-парк, вхід з боку Пікаділлі, обслуговує лінії Джубилі, Пікаділлі, Вікторія. Розташована у 1-й тарифній зоні, на Джубилі між станціями Бонд-стріт та Вестмінстер, на Пікаділлі — Пікаділлі-серкус та Гайд-парк-корнер, на Вікторії — Лондон-Вікторія та Оксфорд-серкус. В 2017 році пасажирообіг станції становив 39.34 млн осіб На станції заставлено тактильне покриття.

## Історія
- 15 грудня 1906 — відкриття станції у складі Great Northern, Piccadilly and Brompton Railway як Дувр-стріт[3]
- 18 вересня 1933 — станцію перейменовано на Грін-парк.
- 7 березня 1969 — відкриття платформ лінії Вікторія.
- 1 травня 1979 — відкриття платформ лінії Джубилі[4]

## Пересадки
На автобуси оператора London Buses маршрутів: 6, 9, 14, 19, 22, 38 та нічних маршрутів N9, N19, N22, N38, N97

## Послуги
| Попередня станція | Лінія | Лінія                            | Лінія | Наступна станція |
| ----------------- | ----- | -------------------------------- | ----- | ---------------- |
| Бонд-стріт        |       | Лондонське метро Лінія Джубилі   |       | Вестмінстер      |
| Пікаділлі-серкус  |       | Лондонське метро лінія Пікаділлі |       | Гайд-парк-корнер |
| Лондон-Вікторія   |       | Лондонське метро Лінія Вікторія  |       | Оксфорд-серкус   |